# Bad Dürrenberg
Bad Dürrenberg − miasto w Niemczech, w kraju związkowym Saksonia-Anhalt, w powiecie Saale. Do 30 czerwca 2007 należało do powiatu Merseburg-Querfurt. Leży na południowy wschód od Merseburga.
Dzielnice miasta: Balditz, Goddula, Keuschberg, Kirchfährendorf, Lennewitz, Nempitz, Oebles-Schlechtewitz, Ostrau, Tollwitz, Vesta.
Oebles-Schlechtewitz w granicach miasta znalazło się 1 lipca 2008 a Nempitz i Tollwitz 1 stycznia 2010. Do tego czasu miasto było także siedzibą wspólnoty administracyjnej Bad Dürrenberg.

## Współpraca
- Caudebec-lès-Elbeuf, Francja
- Ciechocinek, Polska
- Encs, Węgry
- Melle, Dolna Saksonia